# Knockin' on Heaven's Door
Knockin' on Heaven's Door е песен на американския певец и автор на песни Боб Дилън, написана за музиката към филма „Пат Гарет и Били Хлапето“ от 1973 г. Издадена като сингъл два месеца след премиерата на филма, Knockin' on Heaven's Door се превърща в световен хит, достигайки Топ 10 в няколко страни. Това е една от най-популярните и най-копирани композиции на Боб Дилън след 60-те години на 20-и век, нейни кавър версии са правени от Ерик Клептън, „Гънс Ен Роузис“, Ранди Крауфорд и много други. Песента е писана от биографа на Боб Дилън Клинтън Хейлин като „упражнение по прекрасна простота“ и включва два кратки стиха, чийто текст се отнася директно към сцената във филма, за която е написана: смъртта на граничен служител (Слим Пикенс) който нарича съпругата си (Кати Хурадо) „мама“.
Песента е класирана на №190 през 2004 г. от списание „Ролинг Стоун“ в „500 най-велики песни на всички времена“ и №192 през 2003 г. Knockin' on Heaven's Door е част от озвучаването и на много други филми и сериали, среди които са „Смъртоносно оръжие 2“ (1989), „Дни на грохот“ (1990), „Планетата на съкровищата“ (2002), „Игра по ноти“ (2005), „Лас Вегас“ (еп. 45) (2005), „Два метра под земята ООД“ (еп. 61) (2005), „Спешно отделение“ (еп. 260) (2006), „Свръхестествено“ (еп. 35) (2007), „Забравени досиета“ (еп. 84) (2007), „Стоте“ (с. 2, еп. 16) (2015) и много други.

## Списък с песните
- Оригинално издание LP сингъл

1. Knockin' On Heaven's Door - 2:28
2. Turkey Chase - 3:29

## Музиканти
- Боб Дилън - вокали, китара
- Роджър Макгуин - китара
- Джим Келтнър - барабани
- Тери Пол - бас китара
- Карл Фортина - хармониум
- Карол Хънтър - задни вокали
- Дона Вайс - задни вокали
- Бренда Патерсън - задни вокали